# Micromia eusemozona
Micromia eusemozona là một loài bướm đêm trong họ Geometridae.